# Соболевка (Белгородская область)
Соболевка — село в Валуйском районе Белгородской области. Входит в состав городского поселения посёлка Уразово.

## География
Село непосредственно граничит с поселком Уразово. Находится на берегу реки Уразовки, в 15 километрах от райцентра Валуйки. и в 14 километрах от российско-украинской границы.

## История
В 1859 году хутор Соболевский Валуйского уезда «по большому просёлочному тракту из г. Валуек в г. Купянск» насчитывал 173 двора и 1813 жителей (892 муж., 921 жен.).
С июля 1928 года село Соболевка — в Уразовском сельсовете Уразовского района. 
В декабре 1962 г. Уразовский район был ликвидировали, и Соболевка вошла в Уразовский сельсовет Валуйского района.
В 1997 году село Соболевка находится в составе Уразовской поселковой администрации Валуйского района.
2 июня 2023 года село Соболевка попало под обстрел из РСЗО «Град». Погибло трое мирных жителей, из которых двое мужчин и одна женщина, скончавшаяся в машине скорой помощи, ранены семь человек, из которых двое детей. Различные повреждения зафиксированы в 24 домовладениях, повреждены газопровод и линия электропередач. 

## Население
На 17 января 1979 года в селе насчитывалось 764 жителя, на 12 января 1989 года — 857 (404 муж., 453 жен.).
| 1859 | 2002  | 2010 |
| ---- | ----- | ---- |
| 1813 | ↘1003 | ↘920 |